# Joe Knollenberg
Joseph (Joe) Knollenberg (ur. 28 listopada 1933, zm. 6 lutego 2018) – amerykański polityk, członek Partii Republikańskiej.
W latach 1993–2009 był przedstawicielem stanu Michigan w Izbie Reprezentantów Stanów Zjednoczonych, najpierw w latach 1993–2003 przez pięć dwuletnich kadencji Kongresu Stanów Zjednoczonych z jedenastego okręgu wyborczego, a w latach 2003–2009 przez kolejne trzy dwuletnie kadencje z dziewiątego okręgu wyborczego.